# Andarab (distrikt)
Andarab är ett distrikt i Afghanistan. Det ligger i provinsen Baghlan, i den nordöstra delen av landet, 120 kilometer norr om huvudstaden Kabul.
Distriktet beräknades år 2022 ha cirka 30 000 invånare.